# 메리 리처드슨 케네디
메리 리처드슨 케네디(영어: Mary Richardson Kennedy, 1959년 10월 4일 ~ 2012년 5월 16일)는 미국의 건축가이며 로버트 F. 케네디 주니어와 결혼하여 4명의 자녀를 낳았다. 2012년 5월 16일 자택에서 목을 매 숨진 채 발견되었다.